# 鈴木智樹
鈴木 智樹（すずき ともき、1985年6月8日 - ）は、北海道岩見沢市出身の元プロサッカー選手。現役時代のポジションはMFで主にボランチとしてプレー。ミドルレンジからのシュートを得意とした。

## 来歴
コンサドーレ札幌ユース時代に世代別代表に選出されるなど頭角を現す。2003年の天皇杯全日本サッカー選手権大会ではユース選手ながらトップチームに帯同し3試合に出場、1得点を挙げる活躍を見せた。翌2004年にトップチームに昇格。ルーキーイヤーから出場機会を掴み、レギュラー定着とまではいかなかったものの、2006年までは毎年、20試合以上に出場。特に2006年は30試合以上に出場し2得点を挙げるなど中心選手の一人としてチームを支えた。しかし、2007年、三浦俊也監督が就任すると、それまで主に右サイドで起用されていた芳賀博信がボランチで起用されるようになり、また外国人ボランチとしてカウエも加入したことからポジションを失い、リーグ戦、カップ戦とも出場することがないまま、シーズンを終えた。2007年以降は練習試合でディフェンダーを経験するなど、課題であった守備力の向上に努めるとともに本職のボランチ以外へもプレーの幅を広げたが、巻き返しが期待された2008年も出場機会を得ることができず、シーズン終了後に戦力外通告を受けた。その後、Jリーグ合同トライアウトを受け複数クラブからのオファーがあったものの、同時にコンサドーレ札幌から強化部スカウト就任を打診され、現役引退を決意。2009年1月5日、所属していたコンサドーレ札幌より現役引退と強化部スカウト就任が発表された。

## 所属クラブ
- コンサドーレ札幌ユースU-18（岩見沢緑陵高校）
- 2004年 - 2008年 コンサドーレ札幌

## 個人成績
| 国内大会個人成績 | 国内大会個人成績 | 国内大会個人成績 | 国内大会個人成績 | 国内大会個人成績 | 国内大会個人成績 | 国内大会個人成績 | 国内大会個人成績 | 国内大会個人成績 | 国内大会個人成績 | 国内大会個人成績 | 国内大会個人成績 |
| 年度             | クラブ           | 背番号           | リーグ           | リーグ戦         | リーグ戦         | リーグ杯         | リーグ杯         | オープン杯       | オープン杯       | 期間通算         | 期間通算         |
| 年度             | クラブ           | 背番号           | リーグ           | 出場             | 得点             | 出場             | 得点             | 出場             | 得点             | 出場             | 得点             |
| 日本             | 日本             | 日本             | 日本             | リーグ戦         | リーグ戦         | リーグ杯         | リーグ杯         | 天皇杯           | 天皇杯           | 期間通算         | 期間通算         |
| ---------------- | ---------------- | ---------------- | ---------------- | ---------------- | ---------------- | ---------------- | ---------------- | ---------------- | ---------------- | ---------------- | ---------------- |
| 2003             | 札幌             | 6                | J2               | 0                | 0                | -                | -                | 3                | 1                | 3                | 1                |
| 2004             | 札幌             | 19               | J2               | 27               | 0                | -                | -                | 0                | 0                | 27               | 0                |
| 2005             | 札幌             | 16               | J2               | 20               | 0                | -                | -                | 1                | 0                | 21               | 0                |
| 2006             | 札幌             | 14               | J2               | 31               | 2                | -                | -                | 1                | 0                | 32               | 2                |
| 2007             | 札幌             | 14               | J2               | 0                | 0                | -                | -                | 0                | 0                | 0                | 0                |
| 2008             | 札幌             | 14               | J1               | 0                | 0                | 0                | 0                | 0                | 0                | 0                | 0                |
| 通算             | 日本             | 日本             | J1               | 0                | 0                | 0                | 0                | 0                | 0                | 0                | 0                |
| 通算             | 日本             | 日本             | J2               | 78               | 2                | -                | -                | 5                | 1                | 83               | 3                |
| 総通算           | 総通算           | 総通算           | 総通算           | 78               | 2                | 0                | 0                | 5                | 1                | 83               | 3                |

- 2003年は札幌ユースU-18所属
- Jリーグ初出場 - 2004年3月13日　J2 第1節 vsヴァンフォーレ甲府（札幌ドーム）
- Jリーグ初得点 - 2006年4月5日　J2 第7節 vsザスパ草津（札幌ドーム）

## 代表歴
- 2000年 ナショナルトレセンU-17
- 2001年 U-16日本ユース選抜トレーニングキャンプ
- 2002年 ナショナルトレセンU-17・U-17日本代表
- U-18日本代表候補

## 指導歴
- 2009年- コンサドーレ札幌スカウト担当

## 出演番組

### テレビ
- タカトシ牧場（北海道文化放送、2011年3月）